# Victoria Sosa
María Victoria Sosa Ortega (1952) es una botánica mexicana, del Instituto de Ecología, A.C. Desarrolla actividades académicas y científicas en el Laboratorio de Botánica Fanerogámica, Departamento de Botánica de la Escuela Nacional de Ciencias Biológicas, Instituto Politécnico Nacional.
Obtuvo su licenciatura en Biología por la Facultad de Ciencias de la Universidad Nacional Autónoma de México. Y el doctorado por la Universidad de California en Berkeley.

## Algunas publicaciones
- j.f. Ornelas, victoria Sosa, d.e. Soltis, j.m. Daza, c. González Zaragoza, p.s. Soltis, c. gutiérrez-Rodríguez, j.a. espinosa de los monteros Solís, t.e. Castoe, c. Bell, e. ruiz-Sánchez. 2013. Comparative phylogeographic analyses illustrate the complex evolutionary history of threatened cloud forests of northern Mesoamerica. PLoS ONE. 8: e56283 [2013-10019]

- e. Gándara, victoria Sosa. 2013. Testing the monophyly and position of the North American shrubby desert genus Leucophyllum (Scrophulariaceae: Leucophylleae). Bot. J. of the Linnean Soc. 171: 508-518 [2013-10054]

- c. hornung-Leoni, victoria Sosa, j. simpson Williamson, k. Gil. 2013. Genetic variation in the emblematic Puya raimondii (Bromeliaceae) from Huascarán National Park, Perú. Crop Breeding and Applied Biotechnology. 13: 67-74 [2013-10062]

- d.f. Angulo, e. ruiz-Sánchez, victoria Sosa. 2012. Niche conservatism in the Mesoamerican seasonal tropical dry forest orchid Barkeria (Orchidaceae). Evolutionary Ecology 26: 991-1010

- i. Loera, victoria Sosa, s.m. ickert-Bond. 2012. Diversification in North American arid lands: niche conservatism, divergence and expansion of habitat explains speciation in the genus Ephedra. Molecular Phylogenetics & Evolution 65: 437-450

- o. rojas-Soto, j.f. Ornelas, victoria Sosa. 2012. Forecasting cloud forest in Eastern Mexico: conservation insights under future climate change. Biodiversity and Conservation 21: 2671-2690

- victoria Sosa, j.a. de-Nova. 2012. Endemic angiosperm lineages in Mexico: hotspots for conservation. Acta Botanica Mexicana 100: 293-315

- e. ruiz-Sánchez, f. Rodríguez, victoria Sosa. 2012. Refugia and barriers of populations of the desert poppy Hunnemannia fumariifolia (Papaveraceae). Organisms, Diversity & Evolution 12: 133-143

- ----------------------, victoria Sosa, m.t. mejía-Saules, x. Londoño, l.g. Clark. 2011. A taxonomic revision of Otatea (Poaceae: Bambusoideae: Bambuseae) including four new species. Systematic Botany 36: 314-336

- ----------------------, --------------------, --------------------------. 2011. Molecular phylogenetics of the Mesoamerican bamboo Olmeca (Poaceae: Bambusoideae): Implications for taxonomy. Taxon 60: 89-98

- ----------------------, --------------------. 2010. Delimiting species boundaries within the Neotropical bamboo Otatea using molecular, morphological and ecological data. Molecular Phylogenetics and Evolution 54: 344-356

- s. Namoff, q. Luke, f. Jiménez, a. Veloz, c.e. Lewis, victoria Sosa, m. Maunder, j. francisco-Ortega. 2010. Phylogenetic analyses of nucleotide sequence confirm a unique plant intercontinental disjunction between tropical Africa, the Caribbean, and the Hawaiian Islands. J. of Plant Res. 123: 57-65

- victoria Sosa, e. ruiz-Sánchez, f. rodríguez-Gómez. 2009. Hidden phylogeographic complexity in the Sierra Madre Oriental: the case of the Mexican tulip poppy Hunnemannia fumariifolia (Papaveraceae). J. of Biogeography 36: 18-27

- f. Nicolalde-Morejón, a.p. Vovides, d. Stevenson, victoria Sosa. 2008. Identity of Zamia katzeriana and Z. verschaffeltii (Zamiaceae). Brittonia (en prensa)

- j. garcía-Cruz, victoria Sosa. 2008. Fruit production and floral traits: correlated evolution in Govenia (Orchidaceae). Evolutionary Ecology (DOI 10.1007/s10682-007-9210-8)

- c. hornung-Leoni, victoria Sosa. 2008. Morphological phylogenetics of Puya subgenus Puya (Bromeliaceae). Bot. J. of the Linnean Soc. 156: 93-110

- -------------------------, ---------------------, m.g. López. 2007. Xylose in the nectar of Puya raimondii (Bromeliaceae), the queen of the puna. Biochemical Systematics and Ecology 35: 554-556

- j.a. de-Nova, victoria Sosa. 2007. Phylogeny and generic delimitation in Adelia (Euphorbiaceae) inferred from molecular and morphological data. Taxon 56: 1027-1036

- -----------------, victoria Sosa, v.w. Steinmann. 2007. A synopsis of Adelia (Euphorbiaceae s.s.) Systematic Botany 32: 583-597

- victoria Sosa. 2007. A molecular and morphological phylogenetic study of subtribe Bletiinae (Epidendroideae, Orchidaceae). Systematic Botany 32: 34-42

- --------------------. 2007. Crossosomataceae. En K. Kubitzki (ed.). The families and genera of vascular plants. Springer, Berlín. Vol. 9. pp. 119-122

- -----------------, javier García Cruz, luis Sánchez Saldaña, rolando jiménez Machorro. 1999. Orchidaceae. Parte 2. Flora de Veracruz, ISSN 0187-425X. Contribuidores Instituto de Ecología, (Jalapa Enríquez, México), University of California, Riverside. Dept. of Botany and Plant Sciences. Editor Instituto de Ecología, A.C., 110 pp. ISBN 968-7863-53-6, ISBN 978-968-7863-53-5

- --------------------. 1988. Staphyleaceae. Parte 57 de Flora de Veracruz. Contribuidores	Instituto Nacional de Investigaciones sobre Recursos Bióticos (México), University of California, Field Museum of Natural History. Ed. INIRB, 11 pp. ISBN 968-6280-03-0, ISBN 978-968-6280-03-6

- --------------------. 1987. Taxonomía: la clasificación de los seres vivientes. Fascículos modulares de biología para la Enseñanza Media Superior. Colaboró Consejo Nacional para la Enseñanza de la Biología (México). Ed. Cía. Editorial Continental, 86 pp. ISBN 968-26-0747-7, ISBN 978-968-26-0747-9

## Honores

### Membresías
- Comité Científico de la Red Latinoamericana de Botánica[4]
- Sistema Nacional de Investigadores, Nivel II
- Sociedad Botánica de México, A. C.

### Editora
- Boletín de la Sociedad Botánica de México

- La abreviatura «Sosa» se emplea para indicar a Victoria Sosa como autoridad en la descripción y clasificación científica de los vegetales.[5]